# Leila K
Leila K, właśc. Laila El Khalifi (ur. 6 września 1971 w Göteborgu) – szwedzka piosenkarka eurodance i raperka pochodzenia marokańskiego. Przedstawicielka muzyki eurodance i pop. Wydała 4 albumy i 21 singli.

## Dyskografia
- Rob'n'Raz feat Leila K (1990) (#14 SWE)
- Carousel (1993) (#30 SWE)
- Manic Panic (1996) (#17 SWE)
- Leila K's Greatest Tracks (2003) (#40 SWE)